# Panzer II
Panzer II, Pz.Kpfw II (повна назва — Panzerkampfwagen II, також відомий як Sd Kfz 121) — легкий німецький танк часів Другої світової війни.
Розроблений в 1937-му. У різних модифікаціях вироблявся до 1942. На початку Другої світової війни ці танки становили 38 відсотків танкового парку Вермахту. В боях вони виявилися слабкішими за озброєнням та бронюванням ніж практично усі танки супротивників аналогічного класу: польські 7ТР, французькі R35 та H35, радянські Т-26 та БТ. Лише в 1942 їх вивели зі складу танкових полків та частково використовували або в штурмових артилерійських бригадах, або на другорядних ділянках фронту.

## Історія створення

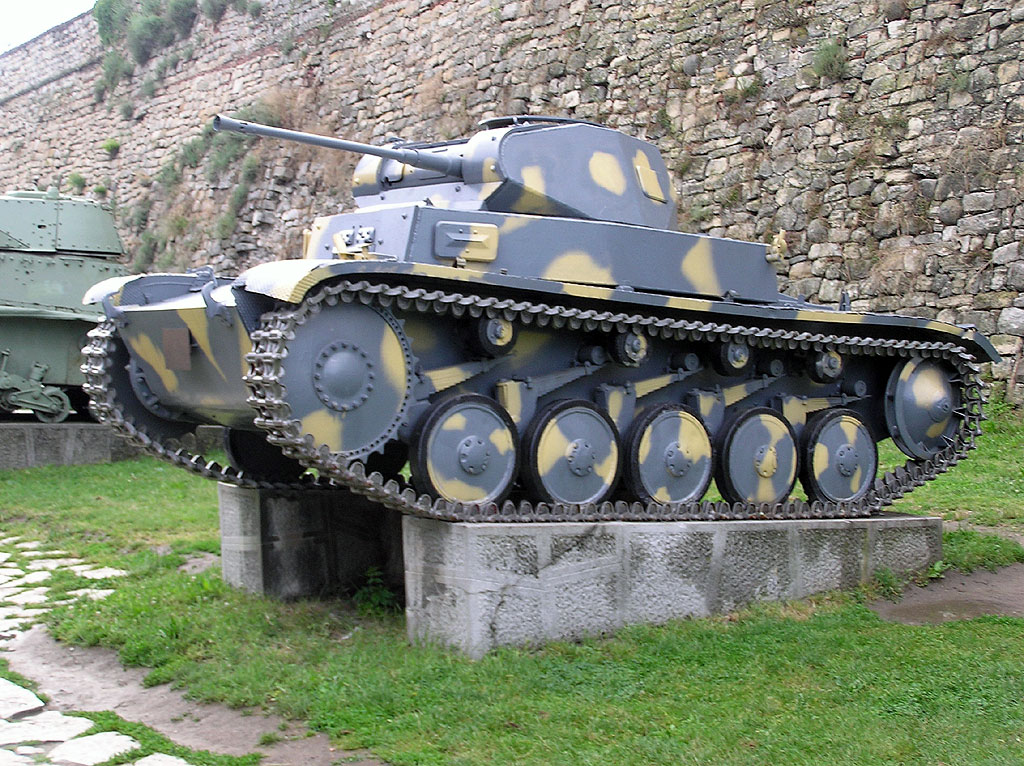
Військовий музей, Белград, Сербія

Знов-відтвореному Вермахту в 1934 знадобився легкий танк з протитанковим озброєнням як заміна Panzer I з кулеметним озброєнням. Розробка такого танка була доручена фірмам «Krupp-Gruson-Werk», «Геншель» і «MAN». З міркувань зовнішньої політики танк спочатку приховували під «цивільною» назвою «сільськогосподарський трактор LaS 100».
Перші прототипи були виготовлені у жовтні 1935 року. З травня 1936 по лютий 1937 було виготовлено 75 танків. Ходова частина танка складалася з шести опорних котків малого діаметру, які були згруповані у три візки на борт. Ця перша модифікація, запущена у дослідну серію, ділилася на три підмодифікаціі,— a/1, a/2 і a/3,— в кожній з яких було виготовлено по 25 машин. Ці модифікації по суті були випробувальними стендами для перевірки окремих технічних рішень. Так, Panzer II Ausf a/2 мав зварний лінивець та протипожежні стінки моторного відділення. В танках Panzer II Ausf a/3 був збільшений радіатор системи охолодження та посилені пружини підвіски. Бойова маса танка склала 7,6 т.
Навесні 1937 року була проведена доробка танка (вдосконалена трансмісія й ходова частина, що отримала нове направляюче колесо, широкі опорні котки та підтримуючі ролики; встановлений потужніший двигун з удосконаленою системою охолодження). У результаті з'явилася модифікація Panzer II Ausf b. Маса танка склала 7,9 т. Фірма «Геншель» виготовила третю дослідну модифікацію — Panzer II Ausf с. Ходова частина отримала п'ять опорних котків середнього діаметру на індивідуальній підвісці у вигляді чверть-елліптичних ресор. Всього було виготовлено по 25 танків модифікацій «b» і «c».

## Серійне виробництво
| \| Модель \| Період \| Шасі \| Panzer II \| |                     |                         |           |
|                                             |                     |                         |           |
| Ausf a1                                     | кінець 1935 05/1936 | 10                      | 75        |
| Ausf a2                                     | 05/1936 02/1939     | 25                      | 75        |
| Ausf a3                                     | 05/1936 02/1939     | 50                      | 75        |
| Ausf b                                      | 02-03/1937          | 25                      | 25        |
| Ausf c                                      | 1937                | 1900                    | 1113      |
| Ausf A                                      | 1938-40             | 1000                    | 1113      |
| Ausf B                                      | 1938-40             | 2000                    | 1113      |
| Ausf C                                      | 1938-40             | 1000                    | 1113      |
| Ausf D                                      | 1938-41             | 800                     | 43        |
| Ausf E                                      | 1938-41             | 200                     | 43        |
| Ausf F                                      | 1940-43             | 1400                    | 524       |
| Ausf G1/G3/G4 (nA) (VK 901)                 | 04/1941 02/1942     | 75 (12 завершених)      | 12        |
| Ausf H (nA verst) (VK 903)                  | 09/1941             | 1 прототип              | -         |
| Ausf J (nA verst) (VK 1601)                 | 04-12/1942          | 22-25                   | 22        |
| Leopard (VK 1602)                           | 03/1942 01/1943     | 1 незавершений прототип | -         |
| Ausf M (nA verst) (VK 1301)                 | 08/1942             | 4                       | 4         |
| Ausf L (Luchs) (VK 1303)                    | 09/1943 01/1944     | 104                     | 104       |
| Модель                                      | Період              | Шасі                    | Panzer II |

## Модифікації
- - Panzerkampfwagen II Ausf.a1 — перша передсерійна модифікація, з товщиною вертикального бронювання 13 мм, двигуном HL 57 TR потужністю 130 к.с. та підвіскою зі зблокованих попарно котків на листових ресорах. Випущено 10 одиниць.
  - Panzerkampfwagen II Ausf.a2 — друга передсерійна модифікація, відрізнялася збільшеним об'ємом моторного відділення та поліпшеної вентиляцією бойового. Випущено 15 одиниць.
  - Panzerkampfwagen II Ausf.a3 — третя передсерійна модифікація, відрізнялася наявністю перегородки між моторним та бойовим відділеннями та малими змінами в силовій установці і ходової частини. Випущено 50 одиниць.
  - Panzerkampfwagen II Ausf.b — четверта передсерійна модифікація, з двигуном 62 TR потужністю 140 к.с, планетарним механізмом повороту та поліпшеним компонуванням бойового та моторного відділень. Випущено 25 одиниць.
  - Panzerkampfwagen II Ausf.c — остання передсерійна модифікація, з товщиною вертикального бронювання, збільшеною до 14,5 мм, індивідуальною підвіскою на листових ресорах та низкою дрібних змін.
  - Panzerkampfwagen II Ausf.A — перша серійна модифікація, що відрізнялася від Ausf.c малими змінами в двигуні, коробці передач та оглядових приладах, але практично ідентична йому з тактико-технічними характеристиками. Випущено, за різними даними, від 1113 до 1147 одиниць разом зAusf.BіAusf.C
  - Panzerkampfwagen II Ausf.B — друга серійна модифікація, що відрізнялася від Ausf.A лише підвищеною технологічністю та пристосуванням під можливості заводів-виробників.
  - Panzerkampfwagen II Ausf.C — третя серійна модифікація, що відрізнялася посиленим до 29-35 мм лобовим бронюванням, установкою командирської башточки та низкою дрібних змін.
  - Panzerkampfwagen II Ausf.F — остання серійна модифікація, що відрізнялася злегка посиленим в порівнянні з Ausf.C бронюванням, встановленням гармати 2 cm KwK 38, поліпшеними оглядовими приладами та низкою дрібних змін. Випущено 531 одиниця.
  - Panzerkampfwagen II Ausf.D — «швидкісна» модифікація, що відрізнялася зміненою формою корпуса, новим, потужнішим, двигуном та ходовою частиною з індивідуальною торсіонною підвіскою. Фактично, спільними з основними модифікаціями Panzer II для нього були лише загальна компоновка та башта з озброєнням. Випущено 250 одиниць разом з Ausf.E.
  - Panzerkampfwagen II Ausf.E — «швидкісна» модифікація, що відрізнялася від Ausf.D лише малими змінами в ходовій частині.

## Тактико-технічні характеристики
| ТТХ танків сімейства Panzerkampfwagen II     |                                                                                       |                                                                                       |                                                                                       |                                                                                        |                                                                                        |                                                                                      |
|                                              | Pz.Kpfw.II Ausf.a                                                                     | Pz.Kpfw.II Ausf.b                                                                     | Pz.Kpfw.II Ausf.c, A, B                                                               | Pz.Kpfw.II Ausf.C                                                                      | Pz.Kpfw.II Ausf.F                                                                      | Pz.Kpfw.II Ausf.D, E                                                                 |
| Розміри                                      |                                                                                       |                                                                                       |                                                                                       |                                                                                        |                                                                                        |                                                                                      |
| Довжина, м                                   | 4,38                                                                                  | 4,76                                                                                  | 4,81                                                                                  | 4,81                                                                                   | 4,81                                                                                   | 4,63                                                                                 |
| Ширина, м                                    | 2,14                                                                                  | 2,14                                                                                  | 2,23                                                                                  | 2,28                                                                                   | 2,28                                                                                   | 2,30                                                                                 |
| Висота, м                                    | 1,95                                                                                  | 1,96                                                                                  | 1,99                                                                                  | 2,02—2,15                                                                              | 2,15                                                                                   | 2,02                                                                                 |
| Бойова маса, т                               | 7,6                                                                                   | 7,9                                                                                   | 8,9                                                                                   | 9,5                                                                                    | 9,5                                                                                    | 10,0                                                                                 |
| Озброєння                                    |                                                                                       |                                                                                       |                                                                                       |                                                                                        |                                                                                        |                                                                                      |
| Озброєння                                    | 1 × 20-мм KwK 30, 1 × 7,92-мм MG-34                                                   | 1 × 20-мм KwK 30, 1 × 7,92-мм MG-34                                                   | 1 × 20-мм KwK 30, 1 × 7,92-мм MG-34                                                   | 1 × 20-мм KwK 30, 1 × 7,92-мм MG-34                                                    | 1 × 20-мм KwK 38, 1 × 7,92-мм MG-34                                                    | 1 × 20-мм KwK 38, 1 × 7,92-мм MG-34                                                  |
| Бронювання                                   |                                                                                       |                                                                                       |                                                                                       |                                                                                        |                                                                                        |                                                                                      |
| Лоб корпуса                                  | 13 мм                                                                                 | 13 мм                                                                                 | 14,5 мм                                                                               | 29—34,5 мм                                                                             | 20—35 мм                                                                               | 30 мм                                                                                |
| Борти та корма корпуса                       | 13 мм                                                                                 | 13 мм                                                                                 | 14,5 мм                                                                               | 14,5 мм                                                                                | 15 мм                                                                                  | 14,5 мм                                                                              |
| Лоб башти                                    | 13—15 мм                                                                              | 13—15 мм                                                                              | 14,5—16 мм                                                                            | 34,5 мм                                                                                | 30 мм                                                                                  | 14,5—16 мм                                                                           |
| Борти та корма башти                         | 13 мм                                                                                 | 13 мм                                                                                 | 14,5 мм                                                                               | 14,5 мм                                                                                | 15 мм                                                                                  | 14,5 мм                                                                              |
| Дах та днище                                 | 5—10 мм                                                                               | 5—10 мм                                                                               | 5—10 мм                                                                               | 5—10 мм                                                                                | 5—15 мм                                                                                | 5—10 мм                                                                              |
| Мобільність                                  |                                                                                       |                                                                                       |                                                                                       |                                                                                        |                                                                                        |                                                                                      |
| Двигун                                       | карбюраторний 6-циліндровий рядний рідинного охолодження «Майбах» HL 57 TR, 130 к. с. | карбюраторний 6-циліндровий рядний рідинного охолодження «Майбах» HL 62 TR, 140 к. с. | карбюраторний 6-циліндровий рядний рідинного охолодження «Майбах» HL 62 TR, 140 к. с. | карбюраторний 6-циліндровий рядний рідинного охолодження «Майбах» HL 62 TRM, 140 к. с. | карбюраторний 6-циліндровий рядний рідинного охолодження «Майбах» HL 62 TRM, 140 к. с. | карбюраторний 6-циліндровий рядний рідинного охолодження «Майбах» HL 66 P, 180 к. с. |
| Питома потужність, к. с./т                   | 17,0                                                                                  | 17,7                                                                                  | 15,7                                                                                  | 14,7                                                                                   | 14,7                                                                                   | 18,0                                                                                 |
| Тип підвіски                                 | зблокована попарно, на листових ресорах                                               | зблокована попарно, на листових ресорах                                               | індивідуальна, на листових ресорах                                                    | індивідуальна, на листових ресорах                                                     | індивідуальна, на листових ресорах                                                     | індивідуальна, торсійона                                                             |
| Максимальна швидкість по шосе, км/год        | 40                                                                                    | 40                                                                                    | 40                                                                                    | 40                                                                                     | 40                                                                                     | 55                                                                                   |
| Середня швидкість руху по шосе, км/год       |                                                                                       |                                                                                       |                                                                                       |                                                                                        |                                                                                        |                                                                                      |
| Максимальная швидкість по бездоріжжю, км/год |                                                                                       |                                                                                       |                                                                                       |                                                                                        |                                                                                        |                                                                                      |
| Запас ходу по шосе, км                       | 210                                                                                   | 190                                                                                   | 190                                                                                   | 190                                                                                    | 190                                                                                    | 200                                                                                  |
| Запас ходу по бездоріжжю, км                 | 160                                                                                   | 125                                                                                   | 125                                                                                   | 125                                                                                    | 125                                                                                    | 130                                                                                  |
| Питомий тиск на ґрунт, кг/см²                | 0,52                                                                                  | 0,54                                                                                  | 0,62                                                                                  | 0,66                                                                                   | 0,66                                                                                   | 0,76                                                                                 |
| Подолання схилу (підйому), град              | 30                                                                                    | 30                                                                                    | 30                                                                                    | 30                                                                                     | 30                                                                                     | 24                                                                                   |
| Подолання стіни, м                           | 0,42                                                                                  | 0,42                                                                                  | 0,42                                                                                  | 0,42                                                                                   | 0,42                                                                                   | 0,42                                                                                 |
| Подолання рову, м                            | 1,8                                                                                   | 1,8                                                                                   | 1,8                                                                                   | 1,8                                                                                    | 1,8                                                                                    | 1,75                                                                                 |
| Подолання броду, м                           | 0,8                                                                                   | 0,8                                                                                   | 0,93                                                                                  | 0,93                                                                                   | 0,93                                                                                   | 0.85                                                                                 |

## Машини на базі Panzerkampfwagen II
- Marder II (Sd. Kfz. 132)
- Marder II (Sd. Kfz. 131)
- Wespe (Sd. Kfz. 124) — 105 мм легка польова самохідна гаубиця
- Sturmpanzer II Bison — 150 мм sIG 33 самохідна гармата
- Beobachtungswagen II Ausf C — поштова/командирська бронемашина
- Munitionsschlepper II — військовий тягач
- Panzer (Flammpanzer) II Flamingo (Sd Kfz 122) (Ausf D/E) — вогнеметний танк
- Brueckenleger auf PzKpfw II Ausf b — легкий кабелеукладач (були виготовлено 1 або 2 такі машини в 1939 році)
- Panzerspähwagen II Ausf L Luchs — розвідувальний танк
- Schwimm Panzer II Ausf. AC (20-мм гармата) — плаваючий танк-амфібія
- Bergepanzer II Ausf D / E — евакуаційно-ремонтна машина
- Ladungsleger II — перевізник підривних зарядів
- Panzer Beobachtungswagen II — танк- машина передових артилерійских спостерігачів
- Pioner-Kampfwagen II — інженерний танк
- PzKpfw II Ausf A / B / C озброєний 50-мм гарматою Pak 38 L/60
- Feuerleitpanzer II — танк- машина корегувальників вогню

## Легкий танк «нового типу»Panzer II Ausf L«Лухс»

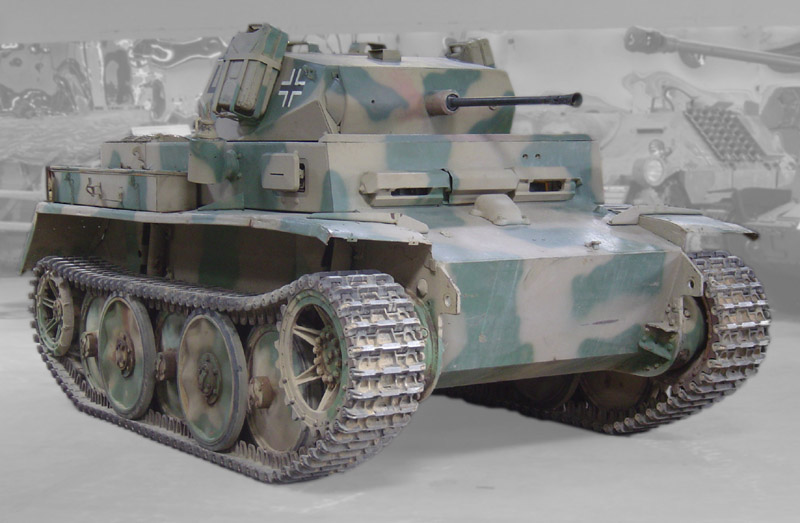
Ausf L (Luchs) (VK 1303)

Panzerspähwagen II Ausf L Luchs — Sd.Kfz.123 (VK 1303)
Цей легкий розвідувальний танк випускався компаніями «MAN» і «Henschel» у період з вересня 1943 по січень 1944 року. Було випущено 104 машини. Luchs брав участь у боях на Східному та Західному фронтах у складі Panzer Aufklarungs Abteilungen (розвідувальних бронетанкових підрозділів), у складі танкових дивізій вермахту (таких як 4-а танкова дивізія на Східному фронті) і у складі Waffen SS. На передню частину корпуса танків, відправлених на Східний фронт, встановлювалися додаткові броньові плити. Невелика кількість Luchs були обладнані радіостанціями та антенами, і використовувалися як розвідувально-комунікаційні танки. Останні варіанти Luchs (Luchs 5sm) передбачали встановлення 50-мм гармати KwK 39 L/60 (VK 1602 Leopard), але в серійному виробництві були тільки моделі з 20-мм гарматами Kwk 38 L/55. Також є інформація, що 31 Luchs мали відкриті башти, були озброєні 50-мм гарматами та почали надходити на фронт у 1943 році. Планувалося також проводити на базі Luchs евакуаційно-ремонтні машини (Bergepanzer Luchs), але вони так ніколи і не були реалізовані. Паралельно з Bergepanzer Luchs планувалася модель Flakpanzer Luchs, основана на подовженому шасі, озброєна 37-мм зенітною гарматою. Цей проект також так і не був реалізований. Сьогодні Luchs можна побачити в музеї бронетанкової техніки в Кубинці (недалеко від Москви) і в Англії, в «Bovington Tank Museum», Bovington, Dorset.

## Бойове застосування

### Вторгнення в СРСР
На 22.06.1941 в танкових дивізіях вермахту, спрямованих до Росії налічувалося близько 750 одиниць Pz Kpfw II, що становило приблизно 20 % від загального числа танків, які брали участь в нападі на СРСР. 
…